# Pfarrkirche Saggen

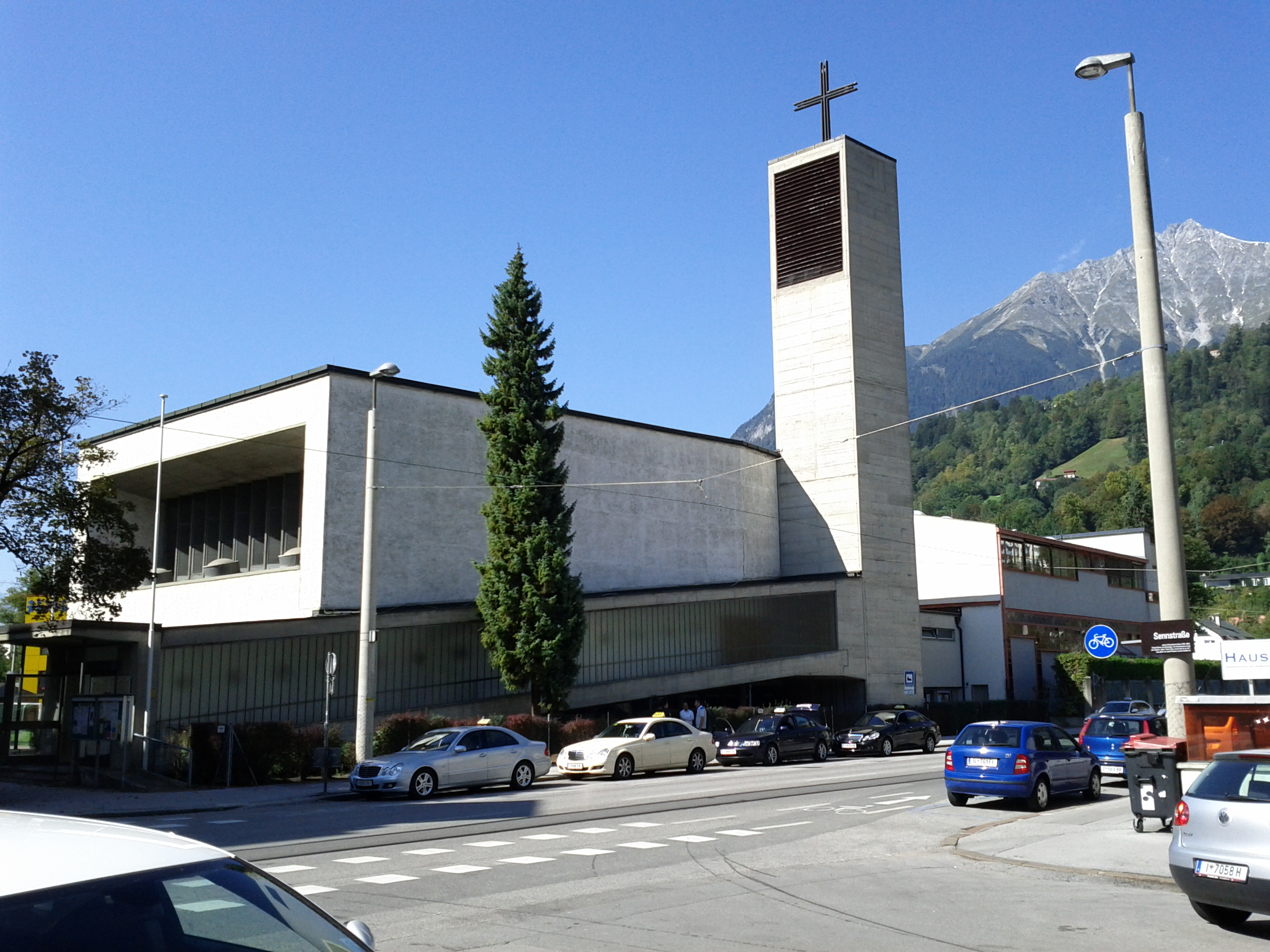
Katholische Pfarrkirche Unbefleckte Empfängnis im Saggen

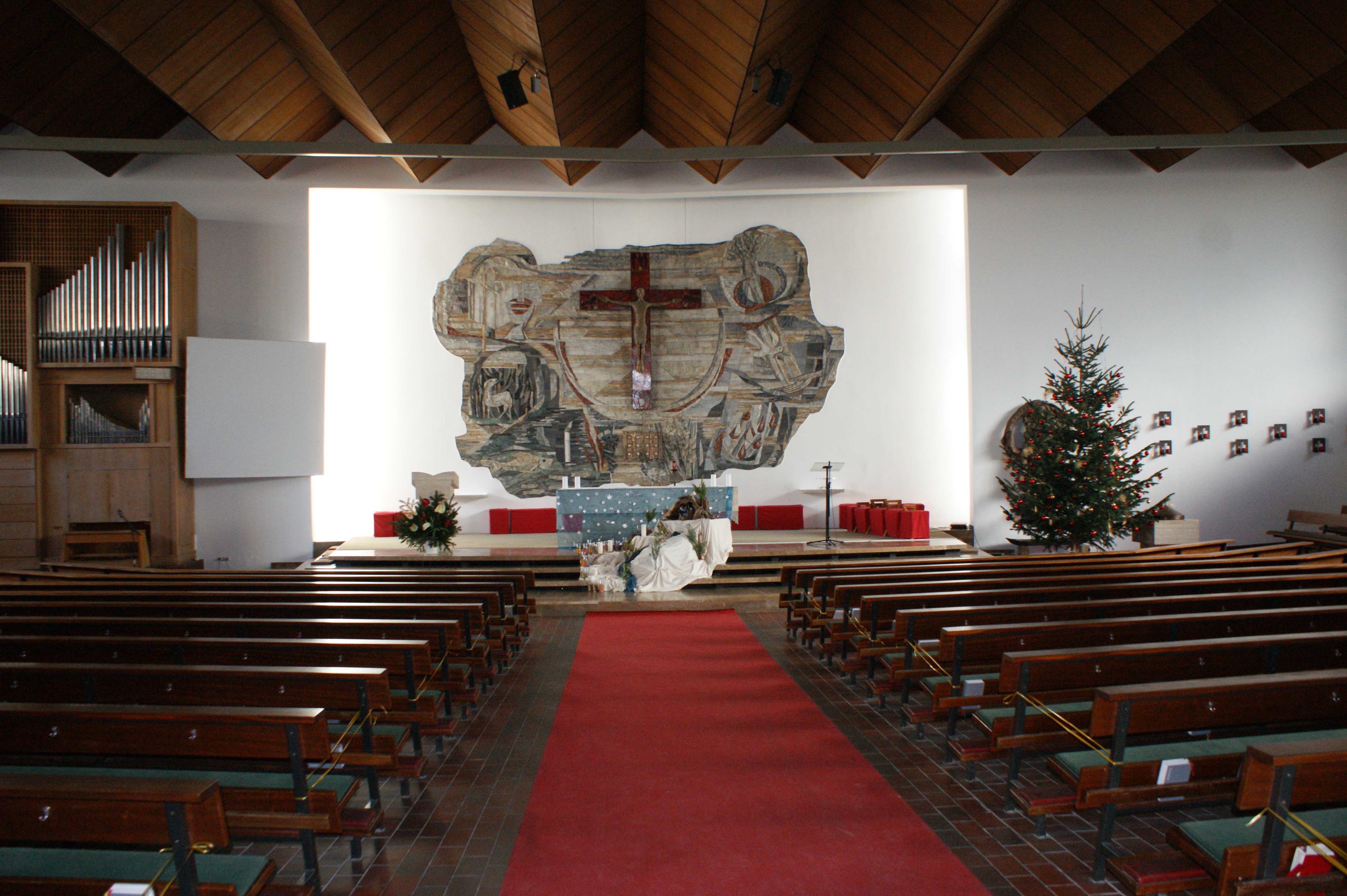
Zentralraum, Blick zur Altarwand

Die römisch-katholische Pfarrkirche Saggen steht im Stadtteil Saggen in Innsbruck. Die dem Patrozinium Unbefleckte Empfängnis unterstellte Pfarrkirche gehört zum Dekanat Innsbruck in der Diözese Innsbruck. Die Kirche steht unter Denkmalschutz (Listeneintrag).

## Geschichte
1930/1931 erbaute die Kongregation der Barmherzigen Schwestern vom heiligen Vinzenz von Paul in Innsbruck an der Falkstraße ein großes Schulgebäude mit Kapelle. Beim Anschluss Österreichs an Hitler-Deutschland wurde 1938 die Schule geschlossen. 1962 wurde der Schulhof für den Bau einer Kirche erworben. Die Kirche wurde nach den Plänen des Architekten Walter Anton Schwaighofer erbaut, 1965 war die Grundsteinlegung und am 8. Dezember 1966 wurde die Kirche von Diözesanbischof Paulus Rusch geweiht.

## Architektur
Das zweigeschoßige Gebäude über gestrecktem sechseckigem Grundriss beherbergt im Untergeschoß Kapelle und Pfarrsaal, im Obergeschoß den Kirchenraum, der über eine östlich vorgelagerte Eingangsrampe erreicht wird. Nördlich an die Rampe schließt der Turm an, der im Untergeschoß die Taufkapelle beherbergt. Die Fassaden der Stahlbetonkonstruktion sind weitgehend ungegliedert. Der hohe Saalraum mit schwerer Faltdecke aus Holz fällt zum Altarbereich hin ab und wird im Norden und Süden von Nebenräumen flankiert.
Der Altarraum ist durch Stufen abgesetzt und wird durch seitliche Lichtschlitze indirekt beleuchtet.
Das Glasfenster im Turm mit der Darstellung der Heiligen Dreifaltigkeit schuf Norbert Drexel.

## Einrichtung
Ein Natursteinmosaik an der Altarwand aus 1979 nach einem Entwurf von Benedikt Schmitz, ausgeführt von Georg Poschner zeigt die sieben Sakramente, Priesterweihe, Sündenvergebung, Taufe, Eucharistie, Firmung, Krankensalbung und Ehe.
Den Tabernakel, mit zwölf Bergkristallen geschmückt, schuf der Schwazer Goldschmied Herbert Schneider. Das Altarkreuz mit rotem Email auf Messing schuf der Bildhauer Hans Bruno Fay (1914–1981) aus Neustadt bei Speyer 1968, wie auch das Bronze-Relief Mutter Gottes 1969.
Die Kreuzwegstationen im Aufgang der Kirche schuf Esther Szabados 1967.
Die Orgel (19 Register, 1358 Pfeifen) baute Orgelbau Reinisch-Pirchner 1970. Die Glocken nennen die Gottesmutter Maria, den hl. Vinzenz, den hl. Jakobus und die Sterbeglocke den hl. Michael, sie wurden 1976 geweiht.